# Caleta Falsa
Caleta Falsa est une petite crique située dans la province de Terre de Feu, Antarctique et Îles de l’Atlantique Sud, au sud de l'Argentine. Classé lieu historique national de la République argentine par le décret national no 64, article 7, en 1999.
Elle est située entre la caleta Policarpo et le cap Saint-Vincent, au pied du mont Bilbao, à l'extrémité orientale de la péninsule Mitre.
Le 10 janvier 1765, le premier établissement européen en Terre de Feu est installé dans la Caleta Falsa à la suite du naufrage du navire La Purísima Concepción, il est baptisé Puerto Consolación. Les lieux sont habités pendant trois mois par les 193 naufragés qui entrent en contact avec les aborigènes haush et selknams. Sur place, les naufragés construisent un chantier naval d'où ils lancent un navire, le Nuestra Real Capitana San José y Las Animas, à bord duquel ils parviennent à regagner Buenos Aires. C'est également en ce lieu qu'est célébré une première messe dans la région, le 20 janvier de la même année. 
Au début du XXe siècle, le pionnier Francisco Bilbao fonde l'estancia Policarpo à l'extrémité nord de la caleta, cette dernière restera en activité jusqu'en 1961,,,.